# حاجیله
حاجیله، روستایی از توابع بخش مرکزی شهرستان گلپایگان در استان اصفهان ایران است.
اين روستا نرم افزار اختصاصي به نام گلسار دارد كه مردمان اين روستا مي توانند برنامه گلسار را از بازار دانلود كنند اين نرم افزار براي خريد و فروش هاي منطقه تعريف شده است

## مردم
مردم این روستا لرتبار و از ایل بختیاری می باشند که به گویش لری بختیاری سخن می گویند

## جمعیت
این روستا در دهستان کناررودخانه قرار دارد و براساس سرشماری مرکز آمار ایران در سال ۱۳۸۵، جمعیت آن ۱۹ نفر (۷خانوار) بوده‌است.